# Macromitrium crosbyorum
Macromitrium crosbyorum är en bladmossart som beskrevs av Bruce H. Allen och Vitt in B. H. Allen 1998. Macromitrium crosbyorum ingår i släktet Macromitrium och familjen Orthotrichaceae. Inga underarter finns listade i Catalogue of Life.